# Kozliv
Kozliv (în ucraineană Козлів) este o așezare de tip urban din raionul Kozova, regiunea Ternopil, Ucraina. În afara localității principale, mai cuprinde și satul Dmuhivți.

## Demografie
Componența lingvistică a așezării de tip urban Kozliv
     Ucraineană (99,54%)
     Alte limbi (0,46%)
Conform recensământului din 2001, majoritatea populației așezării de tip urban Kozliv era vorbitoare de ucraineană (99,54%), existând în minoritate și vorbitori de alte limbi.